# Пресняков, Игорь Витальевич
И́горь Вита́льевич Пресняко́в (род. 8 мая 1960, Москва, СССР) — советский и российский гитарист-виртуоз, аранжировщик. Стал известен благодаря своей уникальной технике игры и виртуозному исполнению различных кавер-версий.

## Биография
Родился в Москве. Обучался в академии по классу классической музыки. В итоге окончил обучение как гитарист и дирижёр ансамбля. Затем[когда?] переехал в Нидерланды для дальнейшей карьеры.
В 2004 году выступал на 34-м International Fingerpicking Contest в Винфилде, США. Его музыка была использована в пьесе «Six Years» Шерра Уайта, которая игралась в Lex Theatre в Голливуде. Появлялся в различных телевизионных и радио-шоу. Выступает с концертами. Кроме сольных выступлений, работает с различными исполнителями.
5 апреля 2013 года в московском клубе Б2 прошёл первый концерт Игоря Преснякова в России.
Известен благодаря своим кавер-версиям песен различных исполнителей разных жанров — Metallica, Red Hot Chili Peppers, Michael Jackson — а также известных мелодий из кинофильмов, игр и тд. Его официальный канал на YouTube Igor Presnyakov имеет более 430 миллионов просмотров и более двух миллионов подписчиков.
Играет в различных музыкальных стилях от классики и этнической музыки до джаза, рок-н-ролла, рока, ритм-энд-блюза. Официальный эндорсер гитар Takamine и усилителей Fender. Играет на русской семиструнной гитаре.
Источником вдохновения послужило творчество The Beatles, а также Led Zeppelin, Deep Purple, Pink Floyd. Среди российских исполнителей — Андрей Макаревич, Виктор Цой, Владимир Высоцкий, Жанна Бичевская; среди классиков — Рахманинов, Чайковский, Глинка, Мусоргский, а также русская духовная музыка и фольклор.

## Дискография
- 2010 — Chunky Strings
- 2011 — Acoustic Pop Ballads
- 2011 — Acoustic Rock Ballads Covers
- 2013 — Iggyfied